# Сипайлово
Сипа́йлово (баш. Һупайлы, также Сипайлово) — жилой район в Октябрьском районе города Уфы. Находится в излучине реки Уфы, где ранее была заболоченная местность, заливные луга и мелкие пойменные озера, в половодье соединявшихся с рекой и её старицей — озером Кашкадан.
Назван по деревне Сипайлово, вошедшей в состав рабочего посёлка Черниковки, ныне — Старое Сипайлово.
Построен на опережающем намыве земснарядами песчаного грунта толщиной около 7 м, образовав возле деревни Верхнее Дудкино и урочища Дубовая Грива карьерные пруды в левобережной пойме реки Уфы.

## История
Самый ранний документ о Сипайлове относится к началу XVIII в.
В записи 13 декабря 1701 года башкиры Минской волости Нагайской дороги Арасламбек Андагулов с товарищами отдали Василию Максимовичу Гладышеву озеро Кашкадан в оброчное владение на три года с оплатой «по две гривны в год». В документах упоминается, что озеро Ашкадан находится под поместной В. М. Гладышева, владевшего ею «по грамоте великого государя». Название деревни здесь не приводится, но из следующего документа видно, что она называлась Гладышева.
26 июня 1795 года вдова вахмистра Федора Дмитриевича Гладышева, Федосья Акимовна, продала за 50 рублей своё поместье с землёй и дворовыми людьми в деревне Гладышевой на озере Ашкадан своему племяннику адъютанту Оренбургского батальона Афонасию Даниловичу Дурову. Сведения эти даны в «Материалах по истории Башкирской АССР» (тт.3 и 5).
Деревня Гладышева стала называться деревней Дурова, как видно из архивного документа 1779 года.
В середине XIX века в Уфе служил заседателем Уфимского земского суда титулярный советник (1844 год), впоследствии коллежский асессор (1846 год) Михаил Дмитриевич Сипайлов. В 1843 году по духовному завещанию от жены Настасьи Трифоновны Сипайловой он получил семь дворовых крестьян в сельце Загорном (Приют) Уфимского уезда. Так тогда стала называться деревня Дурова. В 1850 году он имел здесь уже десять дворовых, 48 душ крестьян обоего пола. Многие крестьяне уже в то время имели фамилии: Сурков Козьма Яковлевич, Черняев Николай Васильевич, Шарков Семен Семенович, Комаров Иван Петрович. Сурков Емельян был отпущен на волю в 1842 году.
Со времени, когда сельцом владели Дуровы, прошло полвека. Для ответа на вопрос, кому же в эти годы оно принадлежало, надо знать хотя бы фамилию тестя М. Д. Сипайлова, но известно только его имя — Трифон.
У Михаила Дмитриевича и Настасьи Трифоновны Сипайловых было две дочери. Одна из них, коллежская секретарша Александра Михайловна Калугина, в сельце Загорном (Приют) владела 26 душами, в том числе было три крестьянских двора (20 душ) и два семейства дворовых (шесть душ).
Вторая дочь, коллежская секретарша Настасья Михайловна Ваткеева, имела там же в 1858 году три крестьянских двора: Сурков Л. К., Черняев Н. В. и Шарков С. С. Все крестьяне дочерям достались по раздельному акту 1 августа 1855 года.
По сельцу Загорное (Приют) с 1844 года появляется ещё одна владелица, Татьяна Павловна Сипайлова. В 1847 году она титулярная советница, в 1850 — коллежская асессорша. По ревизской сказке 1850 года ей там принадлежало 58 душ обоего пола, в том числе девять семейств дворовых (34 души) и четыре крестьянских двора (24 души). Все они были куплены в 1844—1847 гг. у различных помещиков. Татьяна Павловна была женой Дмитрия Михайловича Сипайлова по второму браку.
Предком Сипайловых был Василий Лаврентьевич Сипайло из Смоленской шляхты пригорода Мензелинска, включенный в «Список именной Уфимских дворян и детей боярских…» при воеводе П. Д. Скуратове в 1681 году.
В списке населённых мест Российской империи в 1865 году впервые встречается название деревни Сипайлово (Загорное, Приют), там было 11 дворовых, 77 жителей.
Итак, деревня Гладышева, именуемая затем — Дурова, Приют и Загорное, получают, наконец, пятое и окончательное, сохранившееся до наших дней, название — Сипайлово.
До революции в Сипайлове была деревянная часовня, находилась она по ул. Станиславского напротив бывшей барской усадьбы на расстоянии около ста метров.
В 1920 году деревня Сипайлово входила в состав Степановской волости Уфимского кантона. Там было 33 двора, 235 жителей.
В 1928 году вблизи Сипайлова началось большое промышленное строительство ЦЭС, спичечной фабрики, дубильного завода и других предприятий. Впоследствии многие жители деревни стали работать на этих предприятиях.
В ноябре 1933 году был избран Совет новостроек с подчинением исполкому Уфимского городского Совета, впоследствии — Черниковский поселковый Совет, переименованный в 1936 году в Сталинский район г. Уфы. Последний 5 декабря 1944 года преобразован в г. Черниковск, вошедший в состав г. Уфы в 1956 году.
Деревня Сипайлово стала именоваться посёлком, разделённым на три части: Сипайлово 1, 2 и 3. Центральная улица стала называться улицей Осипенко, в 1956 г переименована в улицу Станиславского. Другие улицы получили следующие названия: Ватутина, Двинская, Кисловодская, Кулундинская, Курганская, Фабричная и Шаумяна.
С южной стороны к Сипайлову примыкало озеро подковообразной формы. Первоначальное его название Ашкадан было давно забыто и в Списке населённых мест 1870 года деревня помечена на безымянном водоёме. В последние годы на туристических схемах это озеро стало именоваться Сипайловским, а на плане схеме г. Уфы 1984 года оно ошибочно названо озером Кашкадан.
Около Сипайлова на заброшенном поле стоял одинокий домик, рядом с которым была гипсовая статуя Мичурина. Раньше здесь был участок совхоза «Цветы Башкирии», но в 1981 году всё убрали на новое место в связи с предстоящей застройкой.
Вблизи Сипайлова расположена затопляемая в половодье низина. В 1978 году было принято решение возвести здесь крупный жилой массив из десяти микрорайонов с населением до 150 тысяч человек, и начался намыв гравийно-песчаной смеси земснарядами. В феврале 1984 года начался ввод жилья в эксплуатацию.

## Состав
Жилой район Сипайлово составляют десять микрорайонов, примыкающих друг к другу: Сипайлово-1, Сипайлово-2, …, Сипайлово-10. В прессе и официальных документах он часто называется микрорайоном Сипайлово.

## Улицы
- улица Маршала Жукова
- улица Баязита Бикбая
- улица Юрия Гагарина
- улица Академика Королёва
- улица Натальи Ковшовой
- улица Максима Рыльского
- улица Сипайловская
- улица Сабира Лукманова
- улица Современников
- улица Набережная реки Уфы[6][7]

## Инфраструктура
Район хорошо развит и в меру автономен. В нём имеются:
- супермаркеты;
- рестораны;
- магазины;
- кафе;
- АЗС;
- 2 МФЦ;
- аптеки;
- рынки;
- кинотеатр;
- торговые центры;
- парки, скверы и аллеи;
- 3 государственных стоматологических поликлиники, 6 взрослых поликлиник и 5 детских;
- 12 муниципальных школ;
- 20 муниципальных детских садов;
- спортивные клубы, фитнес-центры;
- пляжи, набережная;
- станция скорой медицинской помощи;
- музыкальный фонтан;
- театр юного зрителя г. Уфы;
- пожарно-спасательная часть.

## Достопримечательности
- Парк культуры и отдыха «Кашкадан»
- Бюст Маршала Жукова в сквере им. Жукова
- Храм в честь блаженной Матроны Московской
- Мечеть «Хамза-Хаджи»
- Граффити-портреты маршала Жукова, Юрия Гагарина, Натальи Ковшовой, участникам Великой Отечественной войны, изображённые на торцевой стороне многоэтажных зданий.
- Арт-объект «Танец журавлей»
- Сквер «Птицы».

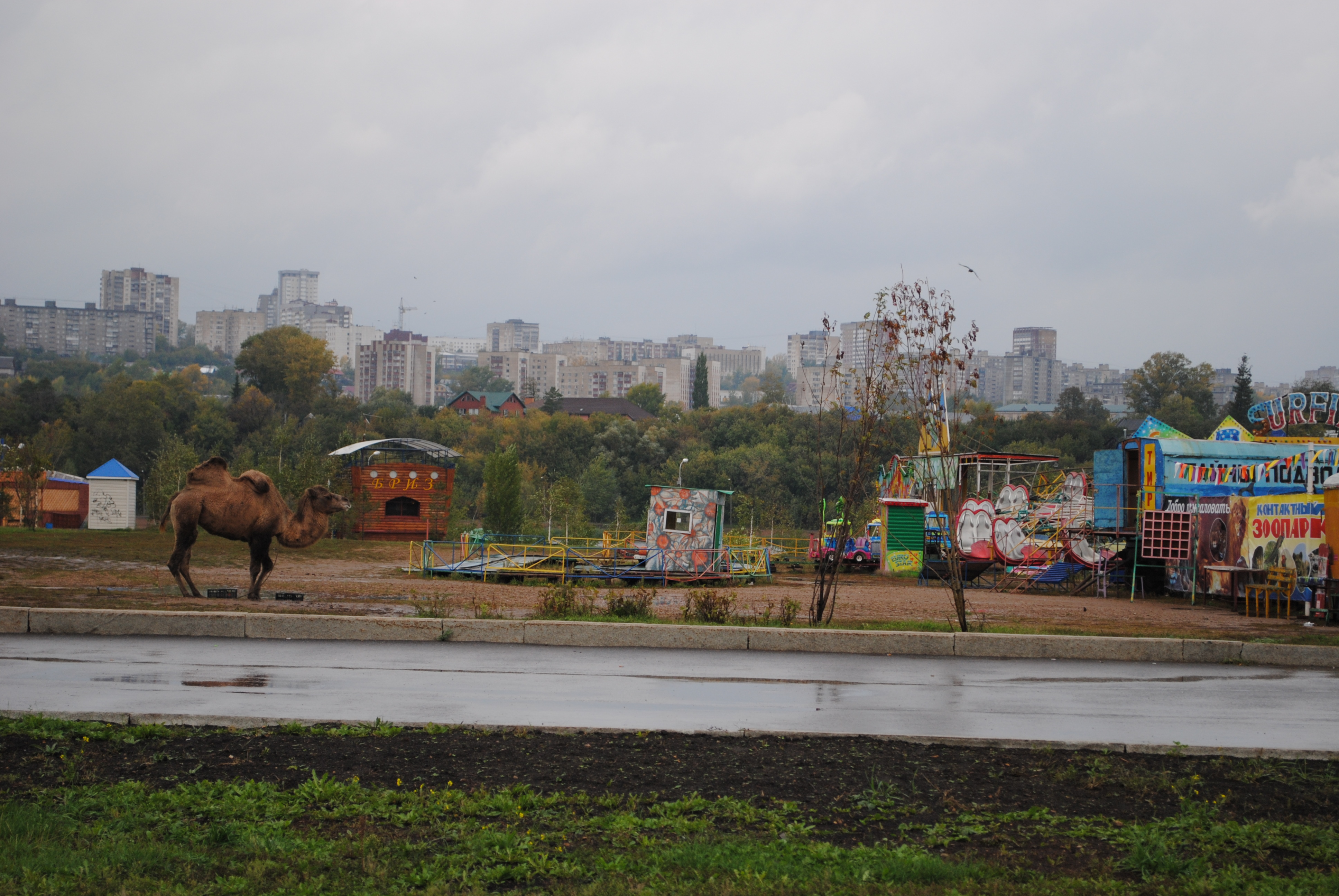
Луна-парк на Кашкадане
Главный вход в Мечеть «Хамза-Хаджи»